# A Hard Road
A Hard Road (LONDON LL3502) is een muziekalbum van John Mayall & The Bluesbreakers, uitgebracht op 17 februari 1967.
Dit album was het derde album van John Mayall's Bluesbreakers en werd opgenomen op 11, 12, 19, 24 oktober 1966 met een laatste sessie op 11 november 1966. Dit is het album waarop Peter Green voor het eerst zijn kwaliteiten als bluesgitarist zou laten horen. Op track 5, 7 en 13 spelen de blazers Alan Skidmore en Ray Warleigh mee. Peter Green zingt op "You Don't Love Me" en "The Same Way". De instrumental "The Supernatural", een gitaar improvisatie vanuit het d-mineurakkoord, kan gezien worden als een voorloper van Peter Greens latere hit Black Magic Woman met Fleetwood Mac. Gus Dudgeon tekende als geluidstechnicus voor de opnames en Mike Vernon als producer. De hoes van de originele lp-uitgave is ontworpen door John Mayall. 

## Bandleden
- John Mayall, zang/piano/orgel/harmonica/5 en 9-snarige gitaren
- Peter Green, zang/sologitaar
- John McVie, basgitaar
- Aynsley Dunbar, drums

## Tracklist
Álle nummers zijn van John Mayall tenzij anders aangegeven
1. "A Hard Road" – 3:12
2. "It's Over" – 2:51
3. "You Don't Love Me" (Willie Cobbs) – 2:50
4. "The Stumble" (Freddie King/Sonny Thompson) – 2:54
5. "Another Kinda Love" – 3:06
6. "Hit The Highway" – 2:17
7. "Leaping Christine" – 2:25
8. "Dust My Blues" (Elmore James/Joe Josea) – 2:50
9. "There's Always Work" – 1:38
10. "The Same Way" (Peter Green) – 2:11
11. "The Supernatural" (Green) – 2:57
12. "Top Of The Hill" – 2:40
13. "Someday After A While (You'll Be Sorry)" (King/Thompson) – 3:02
14. "Living Alone" – 2:23